# عبد الرشيد علي شارماركي
عبد الرشيد علي شارماركي (بالصومالية: Cabdirashiid Cali Sharmaarke)‏، (16 أكتوبر 1919 – 15 أكتوبر 1969)
كان رئيس وزراء الصومال في الفترة بين 12 يوليو 1960 و 14 يونيو 1964. ثم رئيس للبلاد منذ 10 يونيو 1967، وحتى اغتياله في 15 أكتوبر 1969. وهو والد رئيس الوزراء عمر عبد الرشيد شارماركي.

## النشأة
ولد شارماركي عام 1919 في بلدة حررطيري شمال مركز إقليم مدج في الصومال. تنحدر أسرته من عشيرة ماجرتين.
نشأ في مقديشو، تلقى تعليمه في الكتاتيب وأتم الابتدائية عام 1936. وبعد ذلك عمل في التجارة ثم كموظف حكومي في الإدارة الاستعمارية الإيطالية.
انضم شارماركي إلى رابطة الشباب الصومالية عند تأسيسه عام 1943. ثم دخل الخدمة المدنية في سلطة الإدارة البريطانية في العام التالي.
في حين لا يزال في الخدمة المدنية، أكمل شارماركي دراسته الثانوية عام 1953. وحصل على منحة للدراسة في جامعة روما سابينزا، حيث حصل على درجة الدكتوراه في العلوم السياسية. وفي عام 1960، أنجب ابنه عمر شارماركي، الذي أصبح فيما بعد رئيس وزراء الحكومة الاتحادية الانتقالية الصومالية.

## الحياة السياسية
انضم لرابطة الشباب الصومالية (SYL) بعد تأسيسه عام 1943، وبعد هزيمة إيطاليا في الحرب العالمية الثانية واستيلاء بريطانيا على جنوب الصومال انضم عبد الرشيد إلى الخدمة المدنية البريطانية والتحق بجامعة روما بإيطاليا والتي تخرج منها عام 1957م. انتخب لعضوية الجمعية التشريعية بعد عودته للوطن من إيطاليا التي تلقى فيها دراسته العليا في العلوم السياسية عام 1959، وفي عام 1958 أصبح نائبا في الجمعية التشريعية في عهد الوصاية الإيطالية، وبعد استقلال الصومال في 1 يوليو 1961، اختاره الرئيس آدم عبد الله عثمان ليكون رئيسا للوزراء، وعند تأسيس البرلمان انتخب عضوا في مارس 1964. فاز في الانتخابات الرئاسية التي جرت في 10 يونيو 1967، وأصبح ثاني رئيس لجمهورية الصومال.
وكان أيضا قد فاز برئاسة الحزب الحاكم وهو حزب وحدة الشباب الصومالي، وعيّن محمد إبراهيم عغال رئيسا للوزراء، والذي كان حليفه في السنوات الأخيرة.

## اغتياله
أثناء قيامه بزيارة لمدينة لاسعانود تعرض شرماكي لحادث اغتيال على يد شرطي باستخدام بندقية من مسافة قريبة، مما تسبب في مقتله على الفور في 15 أكتوبر 1969. أدى هذا الحادث لحدوث انقلاب عسكري بيد كبار القادة في الجيش نتج عنه تولّي محمد سياد بري حُكْم البلاد.
| المناصب السياسية | المناصب السياسية                         | المناصب السياسية   |
| ---------------- | ---------------------------------------- | ------------------ |
| سبقه دار         | قائمة رؤساء الصومال 10 يونيو 1967 – 1969 | تبعه محمد سياد بري |

## روابط خارجية
- عبد الرشيد علي شارماركي على موقع الموسوعة البريطانية (الإنجليزية)
- عبد الرشيد علي شارماركي على موقع مونزينجر (الألمانية)